# Rudolph Karl Friedrich Opitz
Rudolph Karl Friedrich Opitz (* 12. Februar 1735 in Minden; † 1. März 1800 in Minden) war ein preußischer Arzt.

## Leben
Als Sohn des Lehrers, Pro- und späteren Rektors des Mindener Gymnasiums Johann Karl Opitz erhielt Rudolph Karl Friedrich Opitz eine „gelehrte Erziehung“, welche laut Peter Florens Weddigen die Philologie, Naturkunde, Botanik und „Arzneygelehrsamkeit“ umfasste. Ab 1753 studierte Opitz an der Universität Halle und erhielt am 19. März 1756 mit der Schrift De usu venaesectionis in casibus quibusdam dubiis die Doktorwürde. Noch im selben Jahr diente Opitz im Hannoveraner Feldlazarett und durfte 1774 als „Stadt= und Landphysikus“ in der Kriegs- und Domänenkammer Minden anheuern.
Opitz hatte sich auf Entbindungen und einige epidemische Krankheiten spezialisiert. In den 1770er Jahren machte er gemäß seiner Biographie erste Versuche „der Blattern=Inoculation“. Bis zum Ende des 18. Jahrhunderts ließ er in seiner Funktion als „Landphysikus“ die Blatterninokulation in der ganzen preußischen Provinz Minden-Ravensberg durchsetzen. 1775 wurde er Mitglied der Gesellschaft naturforschender Freunde zu Berlin.

## Familie
Opitz war zweimal verheiratet. Seine erste Frau Charlotte Amalie Franziske Opitz (geb. Meier), Tochter eines Kriegs- und Domänenrats, starb 1774 bereits ein Jahr nach der Vermählung. Hiernach nahm Opitz im selben Jahre ihre Schwester, Friederike Sophie Justine Meier, zur Frau.

## Werkauswahl
- Geschichte seiner im Vaterlande angefangenen, und mit glücklichen Erfolg eingeführten Einpropfung der Kinderblattern.
- Geschichte einer Epidemie galligter Fieber zu Minden in den Jahren 1771 und 1772.
- Gardanne entdecktes Suttonsches Geheimnis, aus dem Französischen übersetzt. Berlin 1775.
- Von der faulen und pestartigen Krankheit des Viehes, aus dem Französischen übersetzt. Berlin 1776.